# روب فوستر
روب فوستر (بالإنجليزية: Rob Foster)‏ هو لاعب كرة قدم أسترالية أسترالي، ولد في 25 مارس 1947، وتوفي في 12 مارس 2014.

## وصلات خارجية
- روب فوستر على موقع AustralianFootball.com (الإنجليزية)
- روب فوستر على موقع AFLtables.com (الإنجليزية)